# Vernakalant
Vernakalant (Handelsname BRINAVESS®; Hersteller Cardiome) ist ein Arzneistoff aus der Gruppe der Antiarrhythmika, der zur Behandlung von Herzrhythmusstörungen eingesetzt wird.
Im September 2010 wurde es in der Europäischen Union und weiteren Ländern zugelassen. In den Vereinigten Staaten von Amerika ist das Zulassungsverfahren in der Phase-III-Studie ACT V von der zuständigen Behörde zur Klärung von Zusammenhängen mit Komplikationen pausiert worden.

## Anwendungsgebiet
Vernakalant ist zugelassen für Vorhofflimmern bzw. -flattern, wenn dieses erst kurzzeitig, d. h. weniger als sieben Tage, besteht. Dabei wird es als Lösung über zehn Minuten in eine Vene infundiert. Bei Ausbleiben der Normalisierung des Herzrhythmus kann die Gabe in geringerer Dosierung nach frühestens 15 Minuten wiederholt werden.

## Wirkungsweise
Vernakalant wirkt hauptsächlich am Vorhof des Herzens. Es verlängert die atriale Refraktärzeit und verzögert die Überleitungsgeschwindigkeit in Abhängigkeit von der Herzfrequenz. Der Wirkungsmechanismus  beruht einerseits auf der Hemmung von Kaliumkanälen in der Zellmembran der Herzmuskelzellen. Dadurch wird der Kaliumausstrom während des Aktionspotentials vermindert (Kaliumkanalblocker), so dass das Aktionspotential länger andauert und die Herzfrequenz sinkt. Daneben werden aber auch Kaliumkanäle in den Herzkammern und auch Natriumkanäle gehemmt, wodurch unerwünschte Wirkungen wie Kammerflimmern oder eine Verlängerung der QT-Zeit erklärt werden.
Vernakalant wird pharmakotherapeutisch der Gruppe „Andere Antiarrhythmika, Klasse I und Klasse III“ zugeteilt. Von den reinen Kaliumkanalblockern unterscheidet es sich dadurch, dass es eine stärkere Wirkung bei höheren Herzfrequenzen hat.

## Stoffwechsel
Der Abbau von Vernakalant erfolgt über die Leber durch Cytochrom CYP2D6 und weiterer Ausscheidung des Glucuronids durch die Niere. Die Halbwertszeit beträgt drei bis vier Stunden.

## Eigenschaften
Potentiell existieren acht Stereoisomere. Die trans-Isomere sind  biologisch bzw. pharmakologisch aktiv, wohingegen die pharmakologischen Eigenschaften der cis-Isomere nicht bekannt sind. Arzneilich verwendet wird das Hydrochloridsalz des Vernakalants. Von den möglichen polymorphen Formen liegt Vernakalanthydrochlorid in Brinavess in der Form A vor. Vernakalanthydrochlorid ist sehr gut wasserlöslich.